# 六条 (福井市)
六条（ろくじょう）は、福井県福井市の地域。足羽ブロック(南東部)に属する。

## 人口
六条には2024年1月1日現在1989人が住んでおり、世帯数は775世帯。そのうち男性が940人、女性は1049人。